# Andrés Carrasco
Andrés Carrasco (* 1946; † 10. Mai 2014) war ein argentinischer Mediziner, Molekular- und Entwicklungsbiologe.  Er war von 2000 bis 2001 Präsident des Consejo Nacional de Investigaciones Científicas y Técnicas (CONICET) und Mitarbeiter am Forschungsinstitut für Zellbiologie und Neurowissenschaft (IBCN, CONICET-UBA) und dem Labor für Molekulare Embryologie der Universidad Nacional de Rosario. Er engagierte sich gegen Monokulturen und Agrarkonzerne.

## Leben und Werk
Carrasco wurde 1946 geboren und 1971 an der Universität Buenos Aires an der medizinischen Fakultät promoviert. Bis 1981 blieb er an der Universität Buenos Aires und lehrte Physiologie, Zellbiologie und Embryologie. Danach ging er in die Schweiz an das Biocenter der Universität Basel und arbeitete als Postdoktorand im Labor von Eddy de Robertis. Gemeinsam mit William McGinnis klonte und sequenzierte er 1984 im Labor von Walter Gehring beim Krallenfrosch (Xenopus laevis) das erste Homöobox-Gen eines Wirbeltieres vom bis dahin nur bei der Fruchtfliege Drosophila melanogaster nachgewiesenen Typ Hox-Gen-Typ, benannt nach ihm als Andrés Carrasco 1 (AC1) und heute bekannt als Hoxc6. Durch diese Entdeckung konnte nachgewiesen werden, dass sich die bei Insekten für die Embryonalentwicklung zentralen Hox-Gene homolog auch bei Wirbeltieren finden. Er spezialisierte sich weiter auf den Fachbereich Molekulare Embryologie und konzentrierte sich auf die genetische Steuerung der Embryonalentwicklung von Wirbeltieren. 1984 ging er an die Indiana University Bloomington als Senior Research Fellow zu George Malacinski und führte dort die erste In-situ-Hybridisierung bei Xenopus laevis, wobei er Hoxc6 in der späten Gastrula, der Neurula und der Kaulquappe und dessen räumliche Verteilung nachwies. 1988 wechselte Carrasco an die University of Texas in Houston an das Labor von Larry Etkin, um via Antisense-Oligonukleotid-Technologie spezifische mütterliche mRNA bei in-vitro befruchteten Oocyten auszuschalten, wobei er feststellen konnte, dass diese für die Embryonalentwicklung nicht notwendig ist.
Im Jahr 1990 kehrte Carrasco  nach Buenos Aires, um den Fachbereich der Entwicklungsbiologie in Argentinien aufzubauen. Er arbeitete hier vor allem weiterhin an den Hox-Genen und ihrer Regulierung durch die Retinsäuren, danach am Sonic-Hedgehog-Signalweg sowie mit den Transmembranproteinen und den Retinsäuren in der Neurogenese und dem Notch-Signalweg während der frühen Embryogenese. Zudem engagierte er sich in der Consejo Nacional de Investigaciones Científicas y Técnicas (CONICET), in der er von 2000 bis 2001 Präsident wurde, und als Staatssekretär für wissenschaftliche und technologische Innovation des Verteidigungsministeriums. Zudem war er langjähriges Mitglied der Society for Developmental Biology.
Vor allem in den letzten Lebensjahren befasste er sich mit der Aufklärung über potenzielle Folgen der Nutzung des Herbizids Glyphosat und dessen Wirkungen auf die Embryonalentwicklung von Amphibien. Mit einer Forschungsarbeit über die Wirkung von Glyphosat-haltigen Pflanzenschutzmitteln und Amphibien im Jahr 2009 wurde er einer breiteren Öffentlichkeit bekannt. Die Arbeit war Gegenstand einer Kontroverse.

## Belege
1. 1 2 3  
Falleció el Dr. Andrés Carrasco. Universidad Nacional de Rosario, 13. Mai 2015.
2. ↑  
Andrés E. Carrasco, William McGinnis, Walter J. Gehring, Eddy M. De Robertis: Cloning of an X. laevis gene expressed during early embryogenesis coding for a peptide region homologous to Drosophila homeotic genes. Cell 37 (2), Juni 1984; S. 409–414. doi:10.1016/0092-8674(84)90371-4.
3. 1 2  
Bruce Blumberg: Andrés Carrasco (1946–2014). In: Developmental Biology. Band 393, Nr. 1, September 2014, S. 1–2, doi:10.1016/j.ydbio.2014.07.001 (uci.edu [PDF]).
4. ↑  
Andres E. Carrasco, George M. Malacinski: Localization of Xenopus homoeo-box gene transcripts during embryogenesis and in the adult nervous system. Developmental Biology 121 (1), 1987; S. 69–81. doi:10.1016/0012-1606(87)90139-4.
5. ↑  
M. Kloc, M. Miller, A.E. Carrasco, E. Eastman, L. Etkin: The maternal store of the xlgv7 mRNA in full-grown oocytes is not required for normal development in Xenopus. Development 107, 1989; S. 899–907. PMID 2632239 (PDF)
6. ↑  
Alejandra Paganelli, Victoria Gnazzo, Helena Acosta, Silvia L. López, Andrés E. Carrasco: Glyphosate-Based Herbicides Produce Teratogenic Effects on Vertebrates by Impairing Retinoic Acid Signaling. In: Chemical Research in Toxicology. Band 23, Nr. 10, August 2010, S. 1586–1595, doi:10.1021/tx1001749 (rapaluruguay.org [PDF]).